# Deep Ecliptic Survey
O Deep Ecliptic Survey (DES) é um projeto para encontrar corpos celestes no cinturão de Kuiper (objetos KBOs), utilizando as instalações do National Optical Astronomy Observatories (NOAO).
O investigador principal é Bob Millis. Desde 1998 até o final de 2003, o inquérito abrangeu 550 graus quadrados com sensibilidade de 22,5. Ou seja, cerca de 50% dos objetos desta magnitude foram encontrados.
A pesquisa também estabeleceu o plano médio do Cinturão de Kuiper e introduziu novas definições formais das classes dinâmicas de objetos do cinturão de Kuiper.